# Vitaly Dyrdyra
Vitaly Dyrdyra (em ucraniano:  Дирдира Віталій Федорович; Oblast de Chercássi, 4 de novembro de 1938 – 6 de dezembro de 2024) foi um velejador soviético, campeão olímpico. Ele competiu nos Jogos Olímpicos de Verão de 1972 na classe Tempest e conquistou a medalha de ouro, ao lado de Valentin Mankin.

## Morte
Dyrdyra morreu no dia 6 de dezembro de 2024, aos 86 anos.